# Deltaspis thoracica
Deltaspis thoracica är en skalbaggsart som beskrevs av White 1853. Deltaspis thoracica ingår i släktet Deltaspis och familjen långhorningar. Inga underarter finns listade i Catalogue of Life.